# 외르크 하인리히
외르크 하인리히(Jörg Heinrich, 1969년 12월 6일 ~)는 독일의 은퇴한 축구 선수로, 현역 시절 포지션은 수비수였다.
다수의 동독 클럽들 안에서 활동한 뒤, 하인리히는 1990년 여름, 아마추어팀 키커스 엠덴에 입단하여 그 곳에서 4년간 활동하였고, 이 중 세 시즌 동안은 소속팀이 3부리그에 속해 있었다. 1994년 여름, 그는 키커스 엠덴을 떠나 분데스리가의 SC 프라이부르크로 이적하여, 프로계에 들어섰다. 그는 1994년 8월 20일, 카를스루에 SC와의 원정 개막 경기에서 후반전에 교체되어 출전하였고, 팀은 0-2로 패하였다. 그는 첫 시즌에 주전 자리를 꿰차며 총 34경기 중 33경기에 출전하였고, 7골도 득점하였으며, 팀의 깜짝 리그 3위에 힘을 불어넣었다. 그의 첫골 제물은 FC 바이에른 뮌헨으로 프라이부르크는 이 2라운드 홈 경기에서 5-1로 이겼고, 하인리히는 막판에 바이에른을 확인사살하는 골을 득점하였다.
그는 다음 시즌에 프라이부르크의 리그 8경기에 출전하였고, 1996년 1월에 보루시아 도르트문트로 떠났다. 그는 이 시즌 후반기에 도르트문트의 17경기에 모두 출전하였고, 팀은 리그 우승을 거두었다. 그는 이어지는 두 시즌 동안 주전으로 활동하며 총 68 분데스리가 경기 중 64경기에 출전하였다. 그는 도르트문트에서 2년 반 활동하며 11골을 득점하였다. 그는 1997년에 UEFA 챔피언스리그 우승을 경험하였는데, 결승전에서 유벤투스 FC를 상대로 풀타임을 소화하였고, 팀은 3-1 승리를 거두었다.
1998년 여름, 하인리히는 이탈리아의 ACF 피오렌티나로 이적하였고, 그 곳에서 훌륭한 활약을 두 시즌간 펼친 뒤 2000년 여름에 보루시아 도르트문트로 복귀하였다. 피오렌티나에서의 두 시즌간, 그는 세리에 A 57경기에 출전하여 5골을 올렸다. 그는 도르트문트에서 세 시즌을 활약하였으나, 이 세 시즌 중 2000-01 시즌만 주전이었다. 2002년, 그는 도르트문트 소속으로 또다시 마이스터샬레를 획득하였다. 2000년에서 2003년까지, 하인리히는 분데스리가 63경기에 출전하여 7골을 득점하였다. 그는 UEFA 챔피언스리그 2002-03에도 참가하여 7경기에 출전하였다.
2003년 여름, 하인리히는 보루시아 도르트문트를 떠나 1. FC 쾰른으로 이적하여 20번의 분데스리가 경기에 출전하였고, 이후 2004년 봄에 프로 경력을 마쳤다. 그의 마지막 1. FC 쾰른 경기는 0-3으로 패한 SC 프라이부르크와의 2004년 3월 27일 원정 경기이다. 프로 축구 경력을 마친 뒤, 그는 아마추어 팀에서 활동을 계속하였다. 그는 4부리그인 NOFV-노어트 오버리가에 속한 루트비히스펠더 FC에서 한 시즌 1. FC 우니온 베를린에서 한 시즌 반을 보냈고, 2005년 12월에 은퇴한 뒤 스포르팅 디렉터로 일하기 시작하였다. 2006년 8월을 기점으로, 그는 가끔 5부리그의 TSV 헤미 프렘니츠에서 활약하기도 한다.
하인리히는 독일 축구 국가대표팀의 일원으로 1995년에서 2002년까지 활동하며, 37경기에 출전, 2골을 득점하였다. 그는 1995년 6월 21일 이탈리아전에서 국가대표팀 데뷔를 하였다. 그는 프랑스에서 열린 1998년 FIFA 월드컵의 독일 스쿼드에 발탁되어, 5경기에 모두 출전하였다. 독일은 이 대회에서 크로아티아에 8강전에서 패하였다. 그는 멕시코에서 열린 1999년 FIFA 컨페더레이션스컵에도 출전하였지만, 독일은 조별 리그에서 탈락하였다.

## 수상
- UEFA 챔피언스리그: 1996–97
- UEFA컵 준우승: 2001–02
- 인터콘티넨털컵: 1997
- 푸스발-분데스리가: 1995–96, 2001–02